# Hellmut R. Toelken
Hellmut Richard Toelken (* 1. September 1939 in Windhoek, Südwestafrika) ist ein namibisch-australischer Botaniker, der sich vornehmlich mit der Familie der Dickblattgewächse (Crassulaceae) befasst. Obwohl er zahlreiche seiner frühen Schriften in der Schreibweise Tölken seines Nachnamens veröffentlichte, zieht er es vor, das „ö“ als „oe“ zu transkribieren. Toelkens offizieller Vorname in seiner Geburtsurkunde lautet Helmut, allgemein bevorzugt er jedoch die Schreibweise Hellmut. Sein botanisches Autorenkürzel lautet „Toelken“.

## Leben
Toelken studierte ab 1959 an der Universität Stellenbosch, wo er 1961 den Bachelor of Science erlangte. Ab 1962 folgte ein Graduiertenstudium an der Universität Kapstadt, wo er zunächst einen Bachelor-Abschluss mit Auszeichnung (B.Sc. (hons)) und 1965 den Masterabschluss mit der Arbeit Studies on the genera Arthrocnemum and Salicornia in South Africa erwarb. 1974 wurde er mit der Dissertation Taxonomic studies on the genus Crassula L. zum Ph.D. an der Universität Kapstadt promoviert.
Toelken war von 1963 bis 1967 wissenschaftlicher Mitarbeiter am Botanical Research Institute in Pretoria. Von 1968 bis 1973 war er Dozent an der Universität Kapstadt. Im September 1973 bis 1979 war er leitender fachlicher Beauftragter (Senior Professional Officer) beim Botanical Research Institute und von Juni 1974 bis Juli 1976 war er Verbindungsbeauftragter in den Royal Botanic Gardens (Kew).
1977 veröffentlichte Toelken eine Revision der Gattung Dickblatt in den Contributions from the Bolus Herbarium und 1985 eine Überarbeitung der Familie der Dickblattgewächse des südlichen Afrikas für die Flora of Southern Africa.
1979 wanderte Toelken nach Australien aus, wo er sich in Adelaide niederließ. Dort setzte er seine Forschungen über die lokalen Dickblattgewächse fort und widmete sich den Gattungen Kunzea Rchb. (Myrtengewächse) sowie Hibbertia Andrews (Rosenapfelgewächse). Außerdem war er Koredakteur der Schriften Flowering Plants in Australia und Flora of South Australia.
Im Dezember 2008 ging Toelken in den Ruhestand.

## Dedikationsnamen
Nach Toelken sind die Gattung Toelkenia P. V. Heath sowie die Art Kunzea toelkenii de Lange benannt.